# Hacımirzalı, Kozan
Hacımirzalı là một xã thuộc huyện Kozan, tỉnh Adana, Thổ Nhĩ Kỳ. Dân số thời điểm năm 2009 là 1.02 người.